# Zap (Dakota del Norte)
Zap es una ciudad situada en el condado de Mercer, Dakota del Norte, Estados Unidos. Tiene una población estimada, a mediados de 2022, de 222 habitantes.

## Geografía
La localidad está ubicada en las coordenadas 47°17′6″N 101°55′25″O / 47.28500, -101.92361. Según la Oficina del Censo de los Estados Unidos, la localidad tiene una superficie total de 2.65 km², de los cuales 2.64 km² corresponden a tierra firme y 0.01 km² están cubiertos de agua.

## Demografía
Según el censo de 2020, en ese momento había 221 personas residiendo en la localidad. La densidad de población era de 83.71 hab./km². El 90.5% de los habitantes eran blancos, el 1.4% eran afroamericanos, el 2.7% eran amerindios, el 0.9% eran de otras razas y el 4.5% eran de una mezcla de razas. Del total de la población, el 2.7% eran hispanos o latinos de cualquier raza.